# Oláh Miklós (lelkész)
Oláh Miklós (Nagyléta, 1931. április 1. – Nyíregyháza, 2018. február 20.) magyar görögkatolikus pap.

## Élete
1931. április 1-jén született Nagylétán Oláh Kornél görögkatolikus lelkész és Chutkó Ágnes gyermekeként. Nyíregyházán szentelték pappá 1954. június 29-én. 1954 és 1957 között Kispesten, majd 1957 és 1960 között Nagykállón volt segédlelkész. 1960 és 1973 között Jánkmajtison parókusként 1973-74-ben Budapest-Kispesten szórványlelkészként tevékenykedett. 1974 és 1988 között a nyíregyházi Görögkatolikus Papnevelő Intézetben spirituális, a Szent Atanáz Görögkatolikus Hittudományi Főiskolán teológiai tanár volt. 1988 és 1995 között parókus volt. Debrecenben. 1995 és 2001 között a Görögkatolikus Papnevelő Intézet rektora volt és ismét teológiát tanított a Hittudományi Főiskolán. 2001 és 2011 között Hajdúszoboszlón tevékenykedett parókusként. 2011-ben nyolcvan évesen vonult nyugdíjba.
2018. február 20-án, 87 évesen hunyt el. Március 5-én a Nyíregyházi Köztemető papi parcellájában helyezték örök nyugalomra.

## Könyvei
- „Te vagy a Fészek” – Versek a kedves Titokról (2001, szerkesztő)
- „Az út, az igazság és az élet” szolgálatában (2004)